# Rhythm of the Night (canción)
«Rhythm of the Night» es una canción del grupo estadounidense DeBarge, escrita por Diane Warren y lanzada el 23 de febrero de 1985 por el sello Motown como el primer sencillo de su cuarto álbum de estudio Rhythm of the Night de 1985.

## Información de la canción
En 1985, DeBarge se habían convertido en sensación del pop y R&B, con baladas que en su mayoría constituían el repertorio de su catálogo de éxitos. Motown Records buscó producir a DeBarge con un sencillo dance, con la esperanza de darles un mayor éxito cruzado entre sus canciones suaves y otras con un ritmo de baile pegadizo influenciado por el calipso. Richard Perry produjo la canción y las letras fueron escritas por una de las compositoras recién contratadas del sello, Diane Warren.  
El lanzamiento de "Rhythm of the Night" coincidió con el lanzamiento de la película de Motown The Last Dragon, que incluía la canción como parte de su banda sonora. La asociación de la canción con la película ayudó a impulsar su popularidad. 
Finalmente lanzada como sencillo, produjo el mayor éxito de DeBarge hasta el momento, alcanzando el número tres en el Billboard Hot 100, el número uno en las listas Hot Black Singles y la Adult Contemporary de Estados Unidos. Llegó al número cuatro en la UK Singles Chart, su único sencillo de gran éxito en el Reino Unido. 

## Posicionamiento en listas
| Lista (1986)                        | Máxima posición |
| ----------------------------------- | --------------- |
| Australia (Kent Music Report)       | 5               |
| Bélgica (Flandes) (Ultratop 50)     | 7               |
| Canadá (RPM Top Singles)            | 3               |
| Estados Unidos (Billboard Hot 100)  | 3               |
| Estados Unidos (Adult Contemporary) | 1               |
| Estados Unidos (Hot Black Singles)  | 1               |
| Irlanda (IRMA)                      | 5               |
| Países Bajos (Dutch Top 40)         | 4               |
| Países Bajos (Mega Single Top 100)  | 11              |
| Nueva Zelanda (Recorded Music NZ)   | 3               |
| Sudáfrica (Springbok)               | 5               |
| Reino Unido (UK Singles Chart)      | 4               |

## Músicos
- El DeBarge – voz, coros, monólogos hablados
- Jeff Lorber – Yamaha DX7
- Steve Mitchell – sintetizadores adicionales
- Howie Rice – sintetizadores adicionales
- Dann Huff - guitarras
- Paul Jackson Jr. –guitarras
- Abraham Laboriel - bajo
- John Robinson – Oberheim DMX
- Paulinho da Costa – percusión